# Ireland’s Call
Ireland’s Call ist ein Lied, das 1995 von der Irish Rugby Football Union in Auftrag gegeben wurde, um vor Beginn von Länderspielen der irischen Rugby-Union-Nationalmannschaft gesungen zu werden. Komponist ist Phil Coulter. Später übernahmen es auch die Nationalmannschaften im Hockey (Damen und Herren), Cricket, Korfball, Motorsport und Rugby League.
Diese Nationalmannschaften repräsentieren sowohl die Republik Irland als auch das zum Vereinigten Königreich gehörende Nordirland. Nur Mannschaften, welche die Republik Irland allein repräsentieren, singen ausschließlich die irische Nationalhymne Amhrán na bhFiann. In den übrigen Fällen werden bei Heimspielen in der Republik Irland nacheinander Amhrán na bhFiann und Ireland’s Call gespielt, bei Auswärtsspielen nur Ireland’s Call.
Üblicherweise wird nur die erste Strophe gesungen, gefolgt vom Refrain. Der Refrain wird dann in einer höheren Tonlage wiederholt. Am Schluss wird die letzte Zeile des Refrains ebenfalls wiederholt.

## Text
Englisch
Come the day and come the hour

Come the power and the glory

We have come to answer Our Country’s call

From the four proud provinces of Ireland

Refrain:

Ireland, Ireland

Together standing tall

Shoulder to shoulder

We’ll answer Ireland’s call

From the mighty Glens of Antrim

From the rugged hills of Galway

From the walls of Limerick And Dublin Bay

From the four proud provinces of Ireland

Refrain

Hearts of steel And heads unbowing

Vowing never to be broken

We will fight, until We can fight no more

From the four proud provinces of Ireland

Refrain

Irisch
Chugainn an lá is chugainn an dúshlán,

Ré na cumhachta is na glóire,

‘Sé glaoch na tíre a fhreagróimís,

Ó cheithre chúige na hÉireann.

Refrain:

Éire,Éire,

Is treise sinn mar shlua,

Gualainn le gualainn,

Éireoidh linn gan dua.”

## Übersetzung
Kommt der Tag und kommt die Stunde

Kommt die Kraft und der Ruhm

Wir sind gekommen, um auf den Ruf unseres Landes antzuworten

Von den vier stolzen Provinzen Irlands

Refrain:

Irland, Irland

Zusammen stehen wir groß

Schulter an Schulter

Antworten wir auf Irland‘s Ruf

Von den gewaltigen Schluchten Antrims

Von den rauen Hügeln Galways

Von den Mauern Limericks und der Bucht von Dublin

Von den vier stolzen Provinzen Irlands

Refrain

Herzen aus Stahl und Köpfe, die sich nicht verneigen

Schwören, niemals gebrochen zu werden

Wir werden kämpfen, bis wir nicht mehr kämpfen können

Für die vier stolzen Provinzen Irlands

Refrain